# 田中理恵 (体操選手)
田中 理恵（たなか りえ、1987年6月11日 - ）は、日本の元体操選手。元2020年東京オリンピック・パラリンピック競技大会組織委員会理事。マネジメント所属は株式会社フィルブロード。

## 人物
和歌山県出身。身長156cm、体重45kg、足のサイズ19cm。兄の田中和仁、弟の田中佑典も同じく体操選手。コーチは世界選手権で活躍したこともある元体操日本代表の瀬尾京子。高校時代の同級生に女子プロボクシング元世界チャンピオンの真道ゴーがいる。
女子体操選手としては大柄な、身長157cmの長身と長い手足を生かした美しい演技が持ち味。2010年のロッテルダム世界選手権では、日本人女子として初のロンジン・エレガンス賞を受賞した。
和歌山県立和歌山北高等学校、日本体育大学卒業。日本体育大学大学院修了。日本体育大学研究員を経て、2013年より日本体育大学児童スポーツ教育学部助教に。2017年3月末に同大学を退職。
2017年1月1日に一般男性と結婚。9月24日、第1子妊娠を発表。2018年2月22日、第1子女児の出産を報告。2022年12月11日、第2子妊娠を報告。2023年5月24日、第2子男児出産を報告した。

## 経歴

### 2008年まで
体操を始めたのは6歳のときから。父親は体操クラブも開いており、母親も体操選手という体操一家で育った。中学生の時は全国大会で活躍したが、高校時代は伸び悩み、弟によると情熱を失いかけて練習不熱心だったという。この時、左足首の遊離軟骨を経験した。高校卒業後は日体大に進学し左足の手術を行った。
大学3年となった2008年は北京オリンピック代表を目指したが出場を逃した。

### 2009年
- 2009年、全日本選手権で鶴見虹子に次ぐ2位に入賞し、一躍注目を集める。同年6月に行われたNHK杯では、初日終了時点で2位に付けたものの、二日目は一転して段違い平行棒と平均台での落下が響いて[14] 順位を6位に下げ、世界選手権代表をあと一歩のところで逃した。兄の和仁と兄妹そろっての代表入りは実現しなかった[15]。その直後にベオグラードで行われたユニバーシアードに出場した[16]。「楽しんで、3日間ノーミスで出来た。でも、その舞台が世界選手権じゃなかったのがすごく悔しかった」ことから現役続行を決意[17]。周囲の勧めも有り、大学院進学を決めた[18]。当初は大学卒業後、故郷・和歌山で高校の体育教員の道も考えていたという[19]。

### 2010年
- 2010年の全日本選手権では4位入賞を果たし、NHK杯の出場権を獲得。世界選手権代表入りへ大きく前進した[20]。同年6月のNHK杯では初日3位[15]。最終日は総合4位（選考順位3位）となり、男子総合4位・種目別順位1位となった兄と共に、日本の体操界史上初となる兄妹同時の世界選手権代表入りを果たした。初の代表入りを、国際的な一線級の女子体操選手としてはかなりの高齢となる23歳で果たしたことについては、協会関係者も「ここ30年ではいないと思う」と言われるほど異例のことであった[13]。同年7月に行われたジャパンカップでは安定した演技で団体総合の銀メダル獲得に貢献。

- 同年10月、ロッテルダムにて行われた世界選手権では女子団体で予選を8位で通過、決勝での5位入賞に貢献[5]、個人総合も決勝進出を果たし、17位と健闘。最も美しい演技で観客を魅了した選手に贈られる『ロンジン・エレガンス賞』を受賞した[21][22]。「ドーピングに呼ばれたのかと思ったら、受賞だと知って、びっくりした。めっちゃ嬉しい」と喜びを表した。なお、日本人選手がエレガンス賞を受賞したのは、2007年の冨田洋之以来2人目であり、女性としては初。

- 同年11月の広州アジア大会にも出場。エースの鶴見が不振に陥る中、団体で銀メダル獲得に貢献。更に個人総合でも銅メダル、跳馬でも銀メダルを獲得した。なお日本人選手が跳馬でメダルを獲ったのは、1990年北京大会での瀬尾京子以来、20年振り。瀬尾は現在、自身のコーチも務めている。また小沢茂々子（戸田市スポーツセンター）も同種目で銅メダルを獲得している。同年12月に行われた全日本種目別では跳馬と平均台で優勝し、初のタイトルを獲得した。

### 2011年
- 4月の全日本選手権では2位[23]、6月に行われたNHK杯では2位になり、この大会では兄の和仁、弟の佑典と共に10月に東京で行われる世界選手権代表を決めた[12][24]。世界選手権では団体でのロンドンオリンピック出場権獲得に貢献。個人総合では20位。

### 2012年

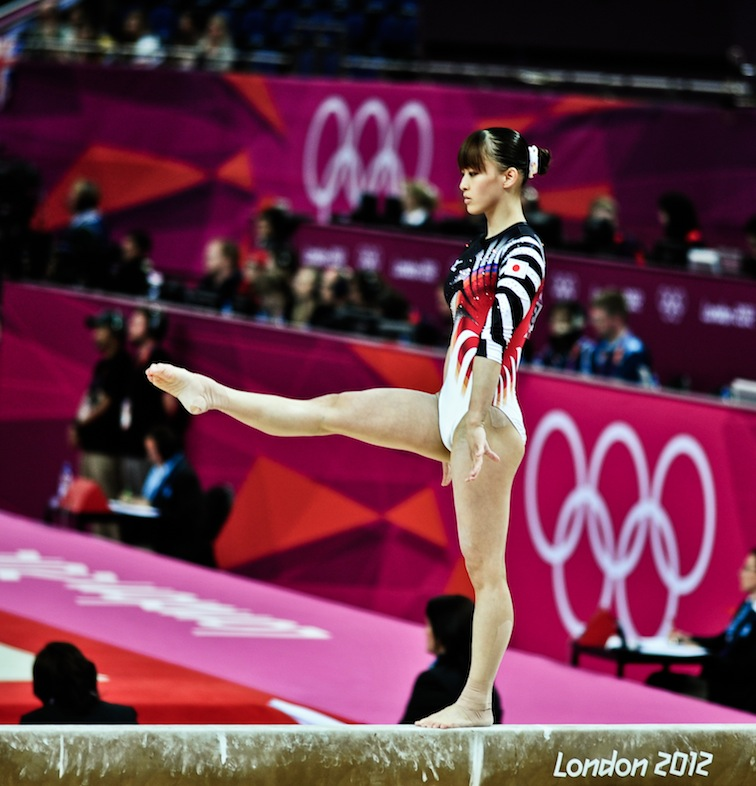
ロンドン五輪

- 3月、日本体育大学大学院を修了。4月、同大学の研究員として現役を続ける。同じく4月の全日本選手権の個人総合で初優勝を飾り、鶴見虹子の大会7連覇を阻止した。
- 5月4日、NHK杯体操女子個人総合において初優勝し、ロンドンオリンピック出場を決めた。弟の佑典、兄の和仁も五輪出場を決め、3兄弟揃っての五輪出場は日本体操史上初の快挙となった。オリンピックでは団体の2大会連続決勝進出（8位入賞）に貢献したほか、個人総合で16位の成績を収めた。
- 11月21日、2013年4月より日本体育大学児童スポーツ教育学部助教に内定[25]。

### 2013年
- 4月、本「田中理恵Smile」発売。
- 5月17日、プロ野球交流戦、読売ジャイアンツ対埼玉西武ライオンズ（東京ドーム）、白のポロシャツに黒の短パン姿で、ワンバウンド投球となったが「体操選手っぽくしようかな」と、左足を高く上げるダイナミックなフォームを始球式で披露[26]。
- 2020年東京オリンピック招致団の一員として、6月15日にスイスのローザンヌで開催されたオリンピック委員会連合総会と、9月8日にアルゼンチンのブエノスアイレスで行われたIOC総会でスピーチを行った[27][28]。
- 12月16日、日本体育大学世田谷キャンパスで記者会見を開き現役生活からの引退を発表した[29]。引退後は日体大教員として体操選手の指導にあたる。

### 2014年

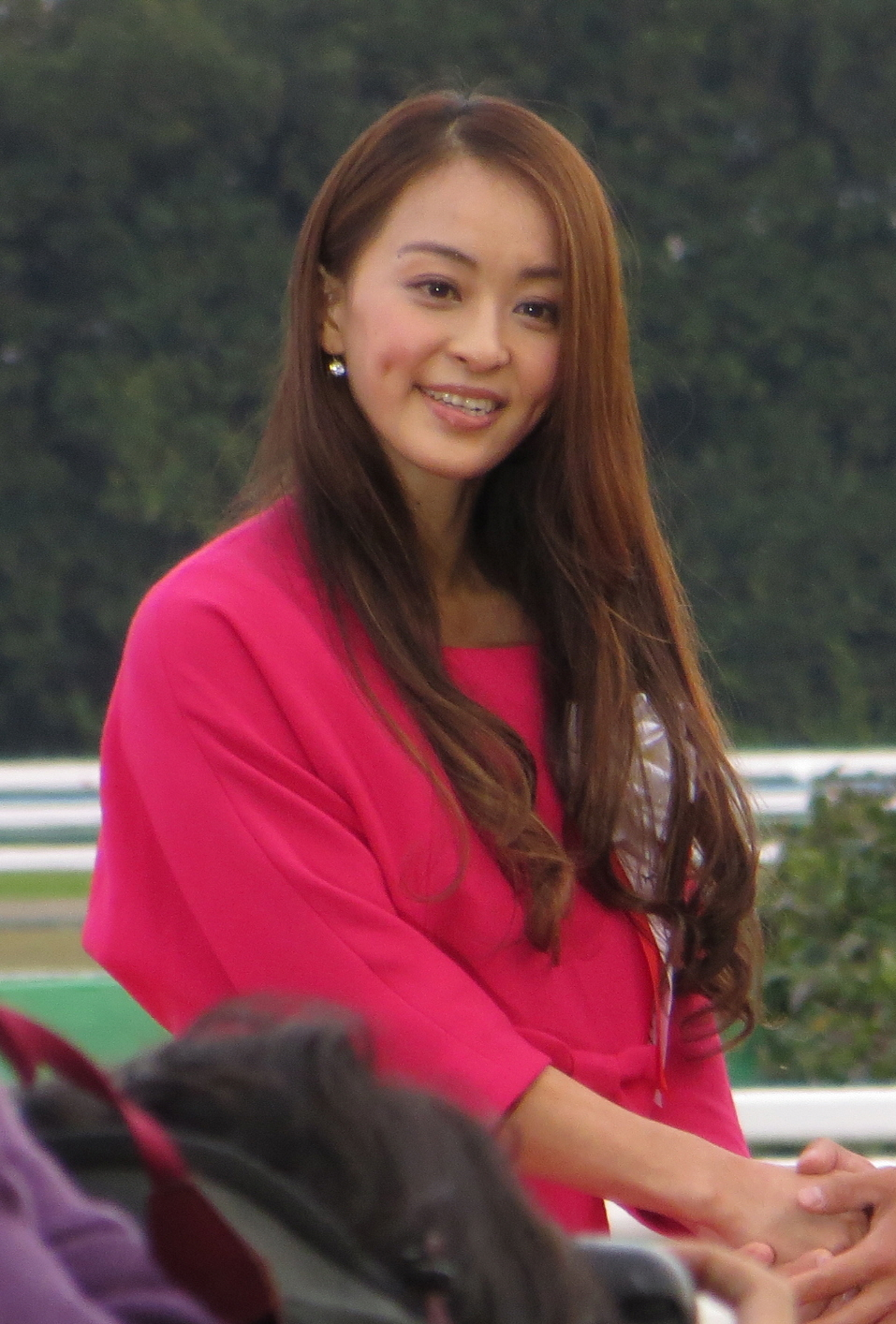
第39回エリザベス女王杯（京都競馬場）にて

- 1月、著書「美ライン　ストレッチ＆エクササイズ」発売。
- 2月、2015年の紀の国わかやま国体のチーム和歌山応援団団長に任命[30]される。
- 3月、東京オリンピック・パラリンピック競技大会組織委員会理事に内定。
- 4月、 キグナス石油「2014年度キグナスイメージガール」に起用。

### 2020年
- 8月23日、日本テレビ系「24時間テレビ43『愛は地球を救う』」に出演。現役時代に着用していた紫色のレオタードに身を包み、7年ぶりに体操の床の演技を生披露した[31]。

### 2021年
- 11月1日、兄・和仁が横浜市戸塚区に設立した「田中体操クラブ」の特別コーチに就任[32]。

## メディア出演

### テレビ番組
- アスリートの魂（2011年4月18日、NHK総合）
- 情熱大陸（2011年4月24日、毎日放送制作、TBS系列）
- 食材探検 おかわり!ニッポン（2014年4月 - 2018年3月（毎月第1･第2水曜）、NHK BSプレミアム） - 旅人
- めざせ!2020年のオリンピアン（2014年6月15日、NHK総合）
- 心ゆさぶれ!先輩ROCK YOU（2014年6月21日、日本テレビ系列）
- 東京タイマー2020（2015年2月21日 - （不定期）、朝日放送）
- 運命を変える1秒（2015年4月5日 - 9月27日、日本テレビ） - ナビゲーター
- 元日はTOKIO×嵐 ウルトラマンDASH（2016年1月1日、日本テレビ）
- news every.（2016年4月1日 - 、日本テレビ） - 金曜日スポーツキャスター（浜口京子、朝原宣治と週替わりで出演）
- 2016年リオデジャネイロオリンピック（日本テレビ） - アスリートキャスター [33]
- えいごであそぼ with Orton（2017年4月3日 -、NHK Eテレ）
- ライオンのグータッチ（フジテレビ）グータッチサポーター

### CM・キャンペーン
- NTT西日本フレッツ 光ライト（2013年）
- 紀陽銀行（2014年）[34]
- キグナス石油「2014年度キグナスイメージガール」
- EMIミュージック・ジャパン「今井美樹ベストアルバム『Premium Ivory -The Best Songs Of All Time-』」（2015年）[35]
- 日清製粉グループ「マ・マー」（2014年）[36]
- 日本行政書士会連合会（2015年度）[37]
- 全日本不動産協会東京都本部（2016年4月25日～）[38]

## 関連作品

### DVD
- 「情熱大陸X田中理恵」（2011年9月21日発売　ポニーキャニオン）2011年4月24日に放送された「情熱大陸」番組本編に加えて、未放送シーン約20分を特典映像として収録。

### 本
- 「田中理恵　Smile」（ベースボールマガジン社、2013年4月、ISBN 978-4583105482）
- 「美ライン　ストレッチ＆エクササイズ」（共著、世界文化社、2014年1月16日、ISBN 978-4418144051）

### 論文
- 2015年　体操で美しさを求めることの教育的意義について：暴力論、美、教育の因果性を中心に　日本体育大学紀要45巻1号